# Netflix原創節目列表

網飛 Logo

Netflix（網飛）是一間網路串流媒體服務供應商，並在其平台上推出多部獨家發行的節目，包括《紙牌屋》、《勁爆女子監獄》等原創影集，以及特別節目、迷你影集和電影等。其中原創電影《埃及廣場》曾獲奧斯卡金像獎提名，是Netflix製作內容中首度獲得奧斯卡提名的作品。
除了原創製作外，Netflix的獨家節目也包含來自其他頻道曾被取消的影集，包括《發展受阻》、《驚殺》、《星際大戰：複製人之戰》、《拖車公園男孩》和《西鎮警魂》。
本條目列出的是由Netflix發行或參與聯合製作的節目，但只要是Netflix在全球或部分地區獨家播映的節目，都有機會被Netflix標註為「Netflix原創」。
Netflix早前是透過紅包娛樂公司製作原創節目。